# Модрина європейська
Модри́на європе́йська або ленде́рево (Larix decidua) — струнке високе (20-40 м) дерево родини соснових. Модрина — єдине в Україні листопадне хвойне дерево. Восени її хвоя забарвлюється в золотаво-жовтий колір і опадає. . Це деревинна, танідоносна, фарбувальна, жиро- і етероолійна, смолиста, лікарська, камеденосна, пилкодайна, декоративна й фітомеліоративна рослина.

## Будова
Дерево з конусоподібною кроною, старі дерева з горизонтальним довгим гіллям. Стовбур вкритий товстою, з глибокими борознами, брунатно-бурою корою. Молоді гілки жовто-зелені, на них розміщені короткі подушкуваті пагони. Зазвичай на гілках хвоя розміщена поодиноко, на коротких бічних — пучками по 20-50 хвоїнок.
Модрина європейська в Україні поширена в західних Карпатах. Солевитривала, морозостійка, швидкоросла, світлолюбна рослина. Запилюється у квітні. Культивують у парках і лісництвах. Заготівля деревини і кори можлива тільки під час санітарних рубок. Запаси сировини малі.

## Поширення
Поширена у хвойних і мішаних лісах Західної та Центральної Європи, доходячи на сході до Карпат. У межах природного ареалу модрина європейська займає головно гірські місцини в Альпах і Карпатах, розташовуючись в основному на висотах між 1000 і 2500 м над рівнем моря, у передгір'ях подекуди спускається до 300 м, піднімається в альпійський пояс, доходячи до альпійського криволісся. У верхній зоні трапляється у поєднанні з європейським кедром і сосною гірською, нижче — з ялиною звичайною, ялицею білою, буком лісовим та іншими породами. У підліску частими супутниками є ялівець звичайний, види роду Вакциніум та інші рослини.

## Застосування

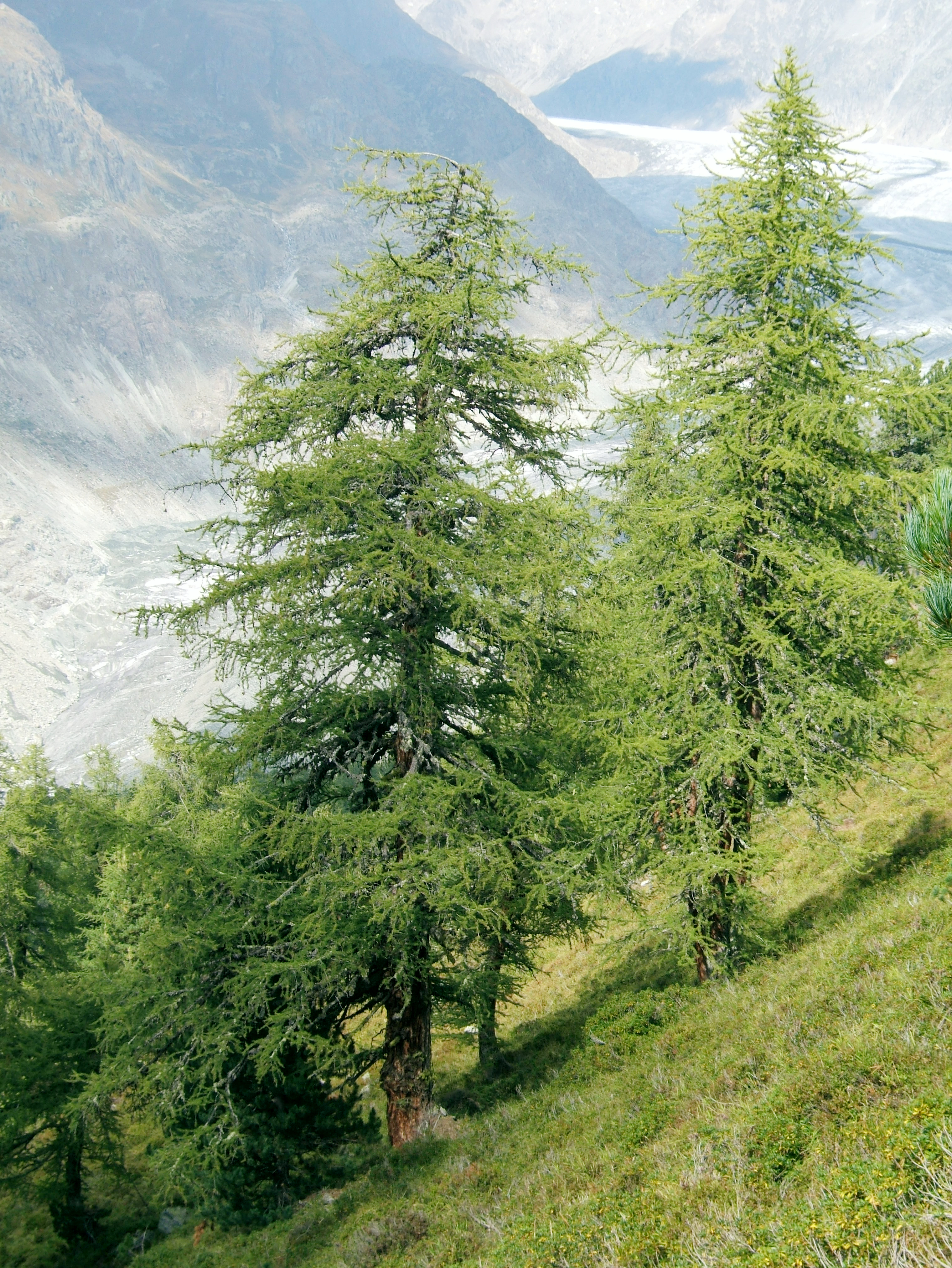
Модрина європейська

Деревина модрини європейської — дуже цінний будівельний і виробний матеріал. Її використовують у суднобудуванні, вагонобудуванні (замінник дуба), у гідротехнічних спорудах (виготовлення водоспусків, труб, паль тощо), на телеграфні і телефонні стовпи, будівництво будинків (підвалини), шахтні стояки, балки в льохах, на виробництво паркету, дощатої підлоги тощо. З неї виготовляють акумуляторні ящики, рами, двері, ліжка, меблі; квасні винні діжки, великі чани спеціального призначення, а також ґонт і облицювальну фанеру. Стружки модрини є гарним набивним і пакувальним матеріалом.
Незважаючи на високий вміст смоли в деревині, її використовують для одержання целюлози (промисловий вихід якої становить 33%). Високо ціниться також деревина інших видів модрини.
У корі модрини європейської міститься 9 — 12% танідів, тому вона є важливою сировиною для одержання дубильних екстрактів. Найбільше танідів міститься у корі дерев віком від 59 до 84 років, причому в нижній частині стовбура. Таніди використовують для дублення важких шкур. З кори модрин добувають фарбу для тканин, виробляють поплавці для рибальських сіток.
Очищене від крилаток насіння містить 27%, а неочищене — 8% жирної швидкосохної олії, що використовується для виготовлення оліфи. 3і хвої модрини сибірської одержують ефірну олію, крім того, виробляють концентрат протицинготного вітаміну С (в листі модрини сибірської 0,24%, європейської — 0,11% вітаміну С),.
Підсочкою з модрин добувають живицю, з якої виготовляють високоякісний терпентин. Терпентин з модрини європейської носить назву «венеційського», вживається головно при ревматизмі й подагрі, внутрішньо вживається при хронічному захворюванні дихальних шляхів і сечових органів. Крім того, венеційський терпентин застосовується для виробництва лаків і фарб.
Усі види модрини утворюють багато пилку, який збирають бджоли за відсутності іншого корму.
У якості декоративних рослин модрину європейську і сибірську культивують у парках і лісопарках у групових і поодиноких насадженнях, в алеях, масивах. [Модрина сибірська] краще від інших хвойних витримує дим, кіптяву, газ і пил у міських умовах. [Модрина європейська] має декоративні різновидності — пірамідальну й плакучу.
[Модрина європейська] менш морозостійка порівняно з сибірською, на низовинах у Лісостепу потерпає від морозів. У Степу вона росте і на чорноземних ґрунтах, має глибоку кореневу систему, стійка проти вітрів, але тут значної шкоди їй завдає посуха. Модрини — швидкорослі цінні лісові породи, стійкі проти грибних захворювань, шкідників і рекомендуються для широкого впровадження на Поліссі та в Лісостепу.

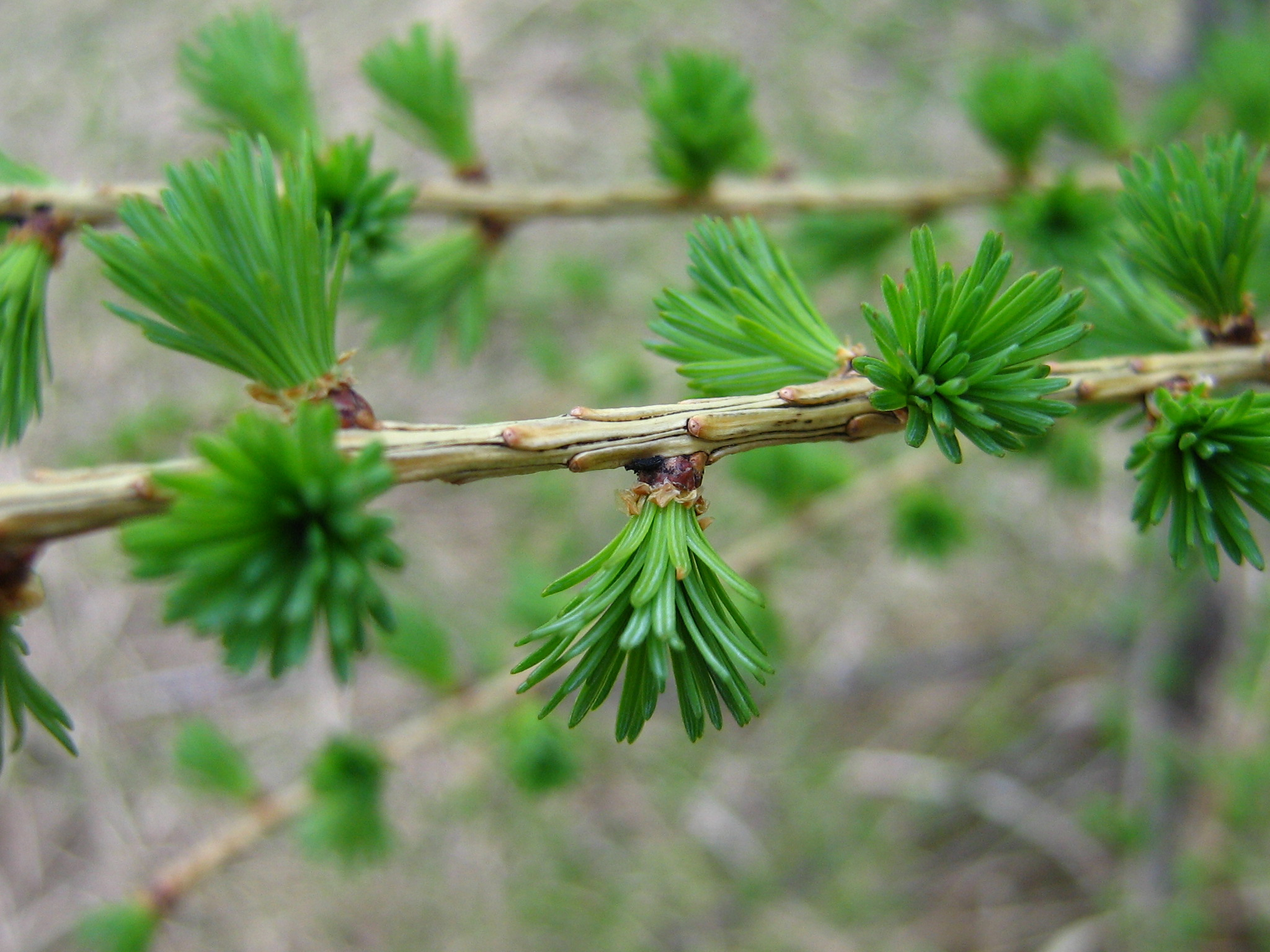
Весняна глиця
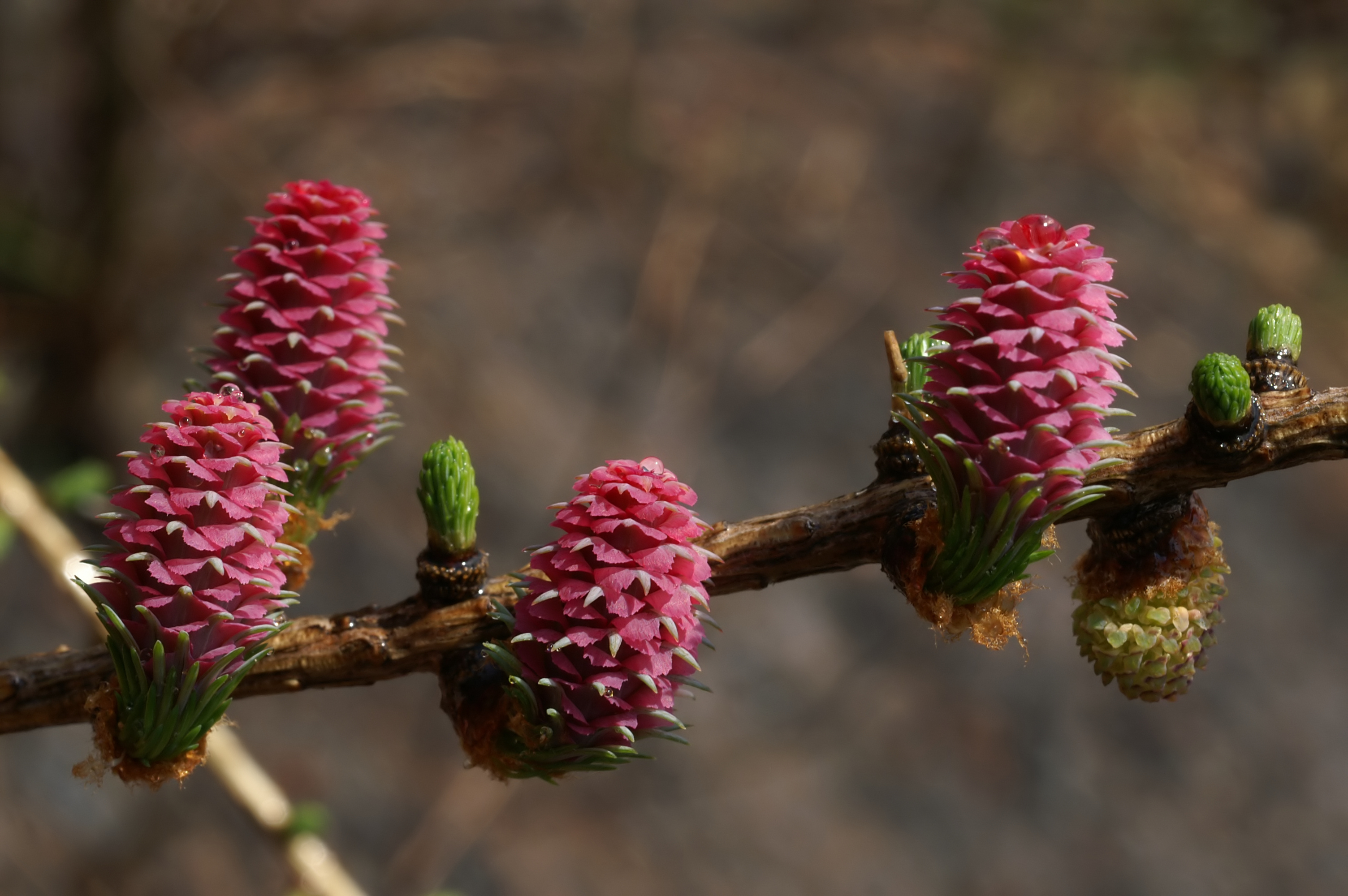
Молоді шишечки
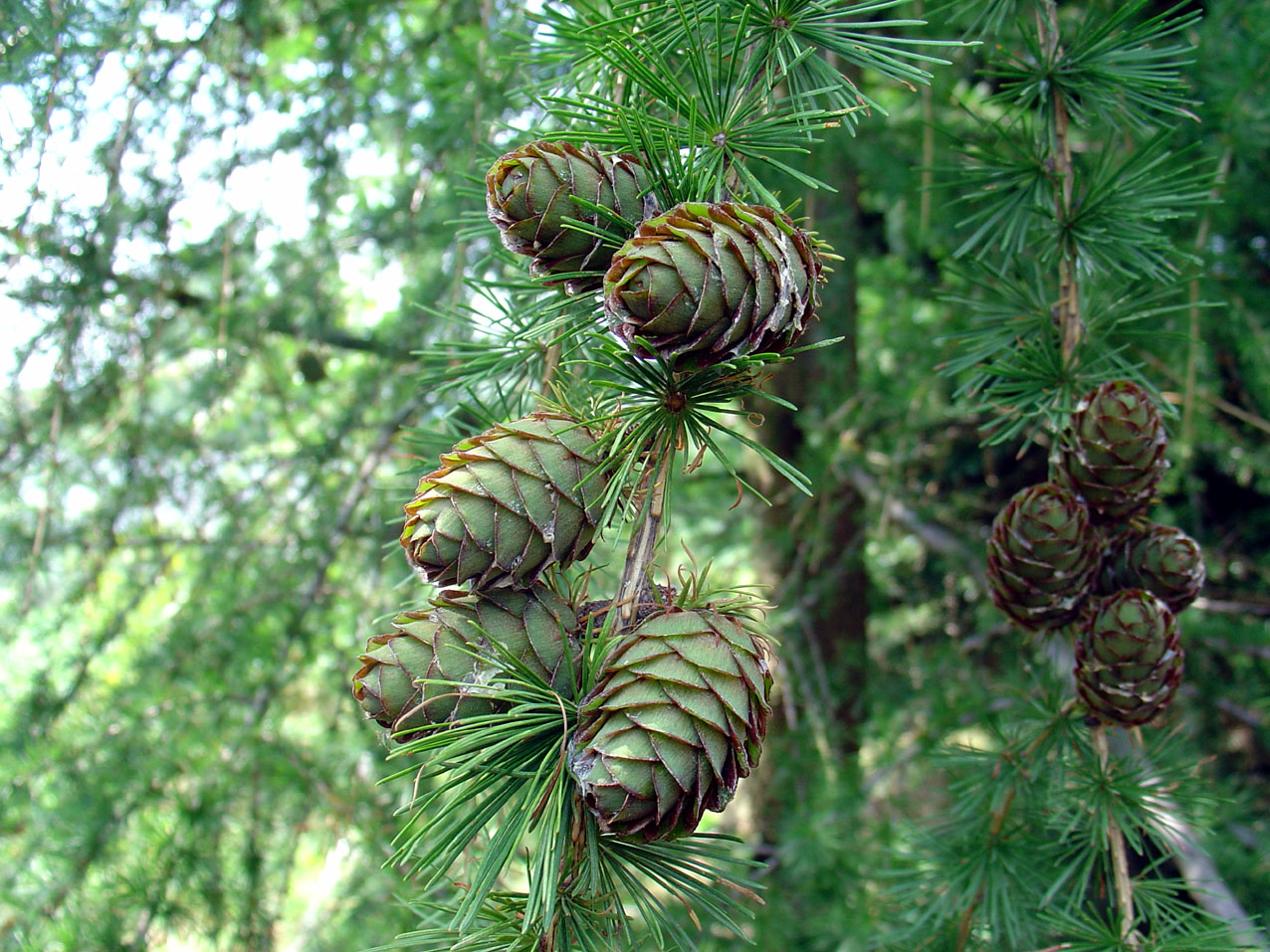
Зрілі шишки
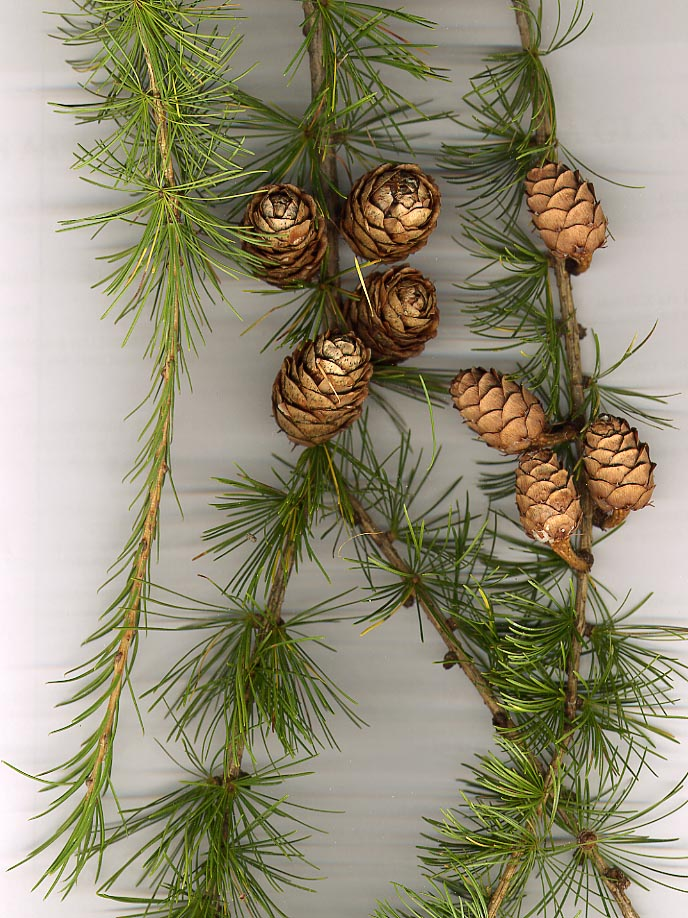
Стиглі шишки
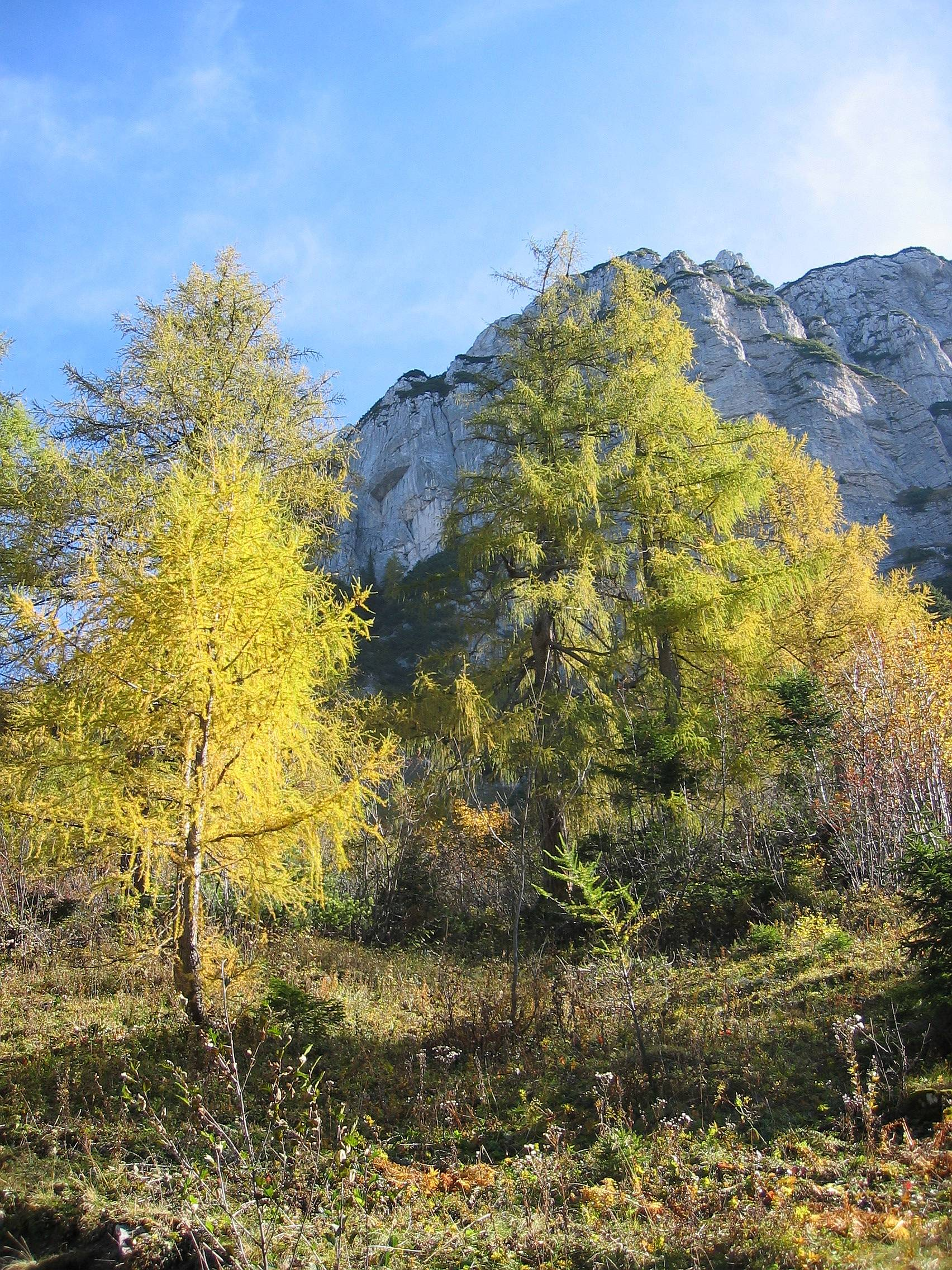
Модрина європейська восени